# Żegnaj mi, Rosjo nieumyta
Żegnaj mi, Rosjo nieumyta (ros. Прощай, немытая Россия) – wiersz rosyjskiego pisarza i poety Michaiła Lermontowa.

## Historia powstania[1]
Poeta w 1840 za pojedynek z synem francuskiego ambasadora został przez sąd wojenny ponownie skazany na zesłanie na Kaukaz (pierwszy raz był na zsyłce w roku 1837 za napisanie wiersza Śmierć poety, w którym oskarżał koła polityczne Rosji o śmierć Puszkina), gdzie Rosja toczyła wojnę z buntującą się lokalną ludnością. Wiersz został napisany prawdopodobnie w połowie kwietnia 1841, kiedy poecie dano 48 godzin na opuszczenie Petersburga. Inna wersja głosi, że powstał on na początku maja 1840 w czasie odjazdu Lermontowa na zesłanie na Kaukaz.
Wiersz ten w swojej wymowie jest bardzo agresywny i szokujący, zwłaszcza dla rosyjskiego odbiorcy.
Wiersz odzwierciedla z największą ostrością polityczne poglądy Lermontowa w stosunku do reżimu autokratycznego carskiej Rosji.

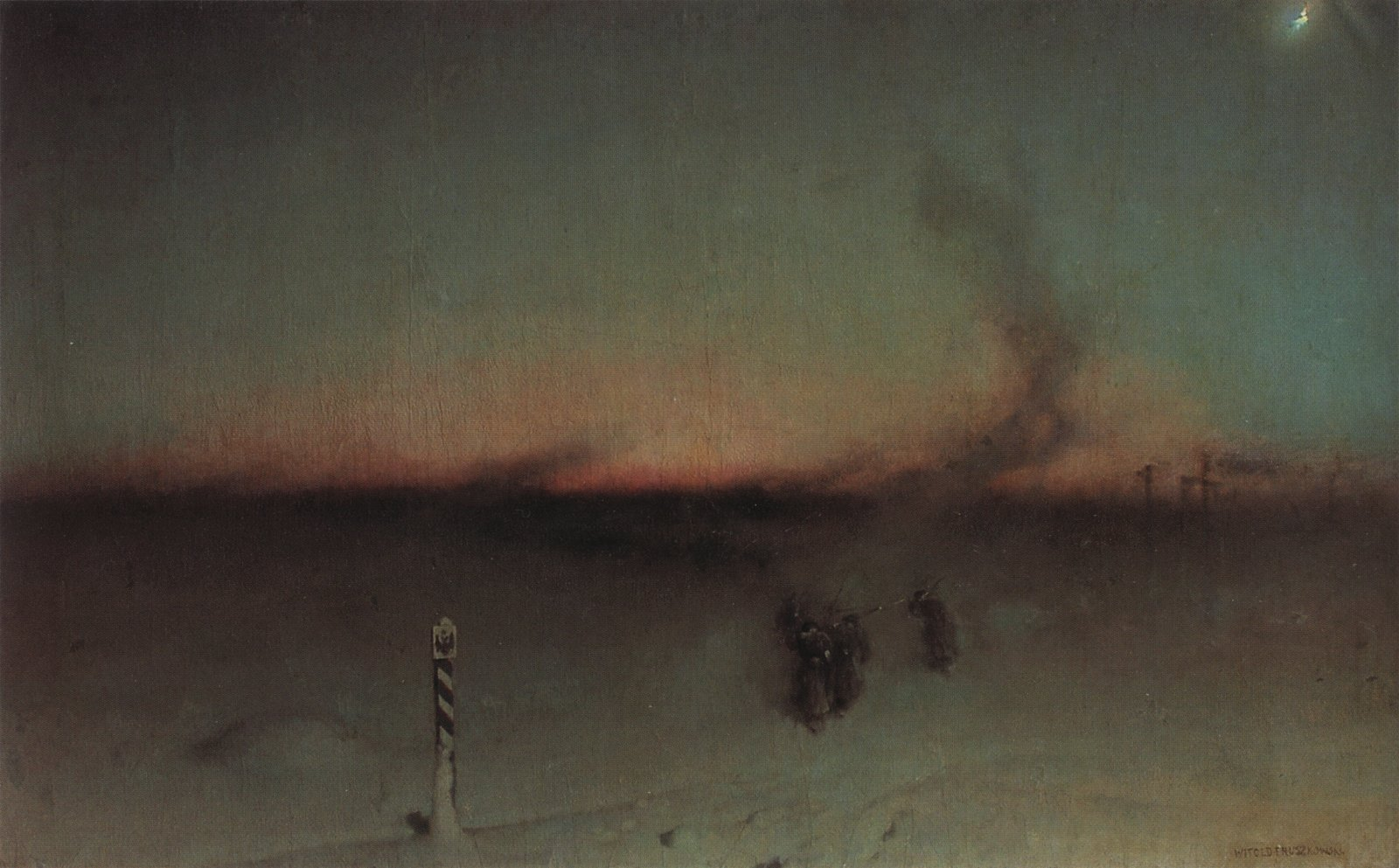
Obraz Witolda Pruszkowskiego Na zesłanie w Sybir

## Słowa wiersza
Nie zachował się rękopis. Znanych jest kilka wersji tego wiersza. Najbardziej prawdopodobna pierwotna wersja:
Прощай, немытая Россия,

Страна рабов, страна господ,

И вы, мундиры голубые,

И ты, им преданный народ.

Быть может, за стеной Кавказа

Сокроюсь от твоих пашей,

От их всевидящего глаза,

От их всеслышащих ушей.

### W polskim tłumaczeniu
To żegnaj ma nieczysta Rosjo,

Kraju wielmożów, kraju sług,

Ci, co błękitny mundur noszą,

I ty, ich zaprzedany lud.

Być może za Kaukazu stokiem

Przed paszą twym ukryję się,

Przed twoim wszechwidzącym okiem

I wszechsłyszącym uchem też.
lub
Żegnaj mi, Rosjo nieumyta,

Ojczyzno rabów, kraju panów,

I wy, mundury szarosine,

I ty, narodzie im sprzedany.

Może Kaukazu stromość stoku

Ochroni mnie od twoich paszów,

Od ich wszechwidzącego wzroku

Od ich co wszystko słyszą uszów.
(przeł. AdC)

## Nawiązania
W powieści Kompleks polski Tadeusza Konwickiego w jednej z retrospekcji Romuald Traugutt słyszy przez ścianę pieśń śpiewaną przez rosyjskich oficerów.